# سارنج
سارنج هي قرية في مقاطعة ماكو، إيران. يقدر عدد سكانها بـ 79 نسمة بحسب إحصاء 2016.